# Os de Civís
Os de Civís, també anomenat Aós de Civís (antigament Os d'Urgell), és una entitat municipal descentralitzada de les Valls de Valira, a l'Alt Urgell, i alhora és el nucli més habitat del municipi. El poble conserva les cases medievals i, actualment, s'hi han construït moltes segones residències.

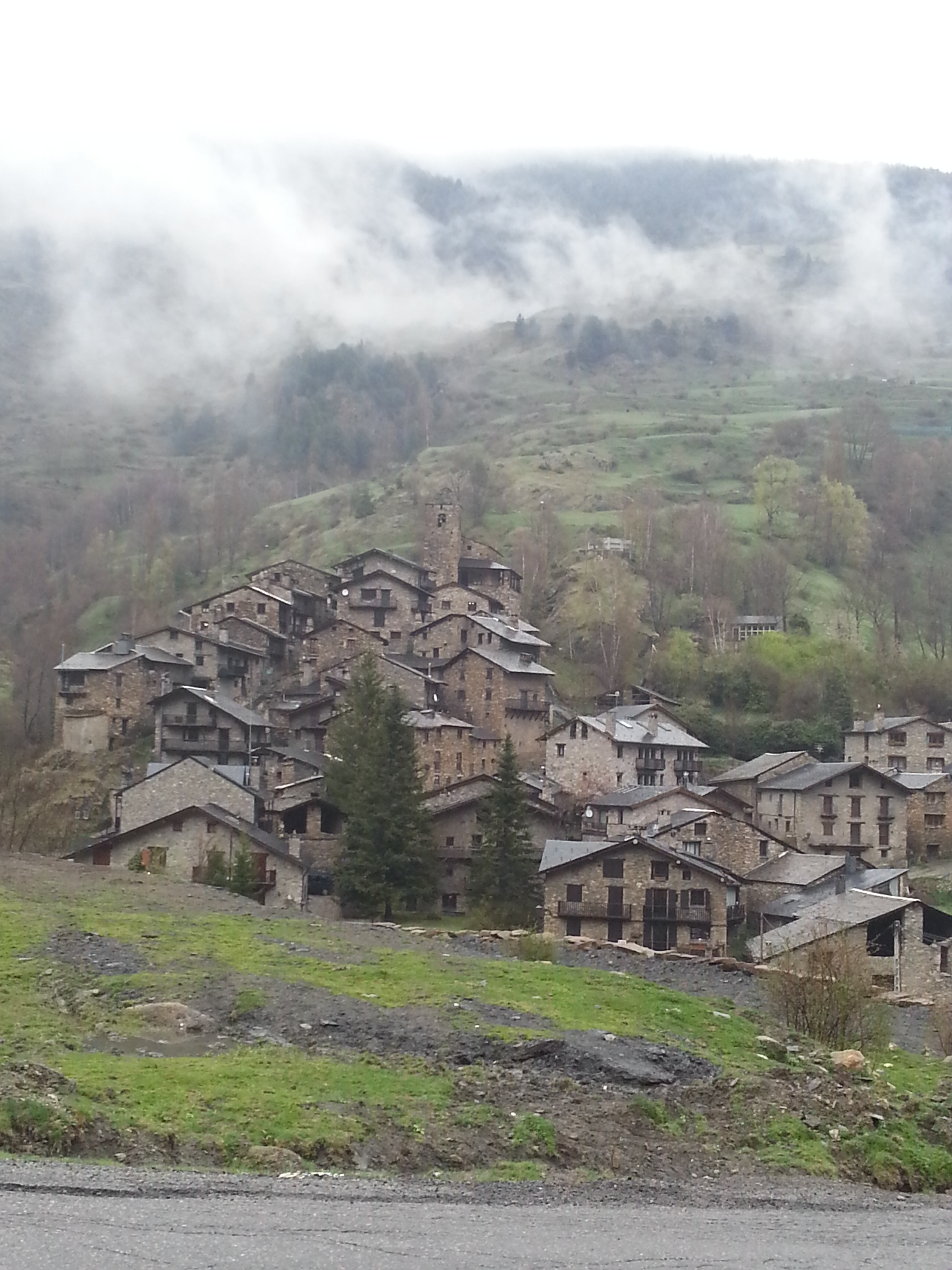
Vista del poble

## Geografia
Os de Civís està situat a la vall d'Aós, que és part de la coma de Setúria, formada per la conca hidrogràfica del Riu d'Os de Civís, tributari de la Valira. Geogràficament la vall d'Aós és al vessant andorrà, però administrativament sempre ha estat part de Catalunya i els seus límits no han estat disputats. Només es pot accedir a Os de Civís per carretera des de Sant Julià de Lòria (Andorra). La comunicació directa amb la resta del municipi, que es troba al vessant català de la Valira, és força dificultosa. És a través del coll de Conflent, de 2.150 m d'altitud; és el que es coneix com un periclavament.
L'entrada al poble es fa per un carrer força ample, amb comerços a tots dos costats, plens d'articles turístics i hostals. Les cases són fetes amb pedra i teulats de pissarra. Des del poble, i per un camí empedrat i costerut, s'arriba a l'església romànica de Sant Pere i Santa Margarida, que antigament havia estat un castell.
| 1990 | 1991 | 1994 | 1995 | 1996 | 2001 | 2003 | 2005 | 2007 |
| ---- | ---- | ---- | ---- | ---- | ---- | ---- | ---- | ---- |
| 98   | 100  | 100  | 93   | 113  | 123  | 131  | 104  | 133  |

## Història
Pertanyia al vescomtat de Castellbò. Als anys 80, en veure's incomunicats arran de les fortes riuades de 1982, sense telèfon, els veïns del poble van constituir l'Associació d'Amics d'Aós de Civís, de la qual una part són barcelonins amants del poble i del seu entorn. Això ha permès la restauració de moltes cases del poble, alhora que ha servit també per aconseguir alguna subvenció per restaurar l'església romànica d'Aós, consagrada a Sant Pere, que es trobava en un estat ruïnós anys enrere.
Fins a l'any 1970, Os de Civís formava part del municipi de Civís, i va ser a partir d'aleshores que entrà a formar part del municipi de les Valls de Valira com a Entitat Municipal Descentralitzada.

## Església de Sant Pere
L'església d'Os, dedicada a Sant Pere, és d'un romànic senzill; i presideix des de dalt del turó tot el poble, que s'escampa com un devessall cap als peus del turó.
Tenia un mural pintat al fresc, d'origen gòtic, actualment al Museu Diocesà d'Urgell. És el conjunt pictòric d'El Sant Sopar, de 188 x 263 cm, on predominen els tons grisencs. Aquesta mostra, en què ha perdut una bona part de la seva policromia, és interessant per la seva composició i harmonia, i pel conjunt d'atuells de l'època que li donen un encant especial.
Gràcies a l'Associació d'Amics d'Aós de Civís i a les subvencions de la Generalitat de Catalunya, l'església va veure restaurada la seva porxada, alhora que es va consolidar l'edifici.

## La dependència d'Andorra
La dependència d'Andorra és quasi total, amb l'excepció del subministrament elèctric, realitzat per la companyia urgellenca PEUSA, després dels aiguats del 1982.
Cal dir, també, que els serveis bàsics són proporcionats pel Comú de Sant Julià de Lòria. Tal és el cas de la recollida d'escombraries, la neteja de la carretera quan neva, i d'altres serveis.